# Manuel Rouaud y Paz Soldán
Manuel Rouaud y Paz Soldán (Lima, 1839-Brasil, 1872) fue un científico y explorador peruano de la selva amazónica.

## Biografía
Su padre fue Ange-René-Marie Rouaud Cady de Pradoy, noble francés legitimista, natural de Nantes. Su madre fue Josefa Paz Soldán y Ureta, hermana de José Gregorio, Mateo y Mariano Felipe Paz Soldán.
Inició estudios de Derecho en el Convictorio de San Carlos, pero luego se orientó hacia las ciencias naturales y las matemáticas, debido a las enseñanzas y positiva influencia de su tío materno Mateo Paz Soldán.
Posteriormente estudió Ingeniería y Geodesia en la Escuela Politécnica de París.

## Labor
Fue comisionado por el gobierno para auxiliar a su otro tío materno, Mariano Felipe Paz Soldán, en la tarea de completar y editar los libros que había dejado inéditos Mateo Paz Soldán luego de morir en el año 1857. Para ello viajó a Francia a mediados del 1861, teniendo a su cargo la edición española de la Geografía del Perú y colaboró con Arsene Mouqueron en la versión francesa del libro.
De vuelta al Perú, emprendió la campaña de seguir el curso del río Amazonas, desde su desembocadura, con el propósito de efectuar el reconocimiento científico de sus aguas y clima.
En Tabatinga recibió el nombramiento de Secretario de la Comisión Mixta Peruano-Brasilera que debía determinar los límites en armonía con los tratados sucritos por ambos países en los años 1851 y 1858.
Luego de fijar los primeros hitos entre el pueblo peruano de Loreto y el brasileo de Tabatinga, Manuel Rouaud y Paz Soldán fue encargado en 1866 de efectuar el reconocimiento del río Yaraví. Siguiendo el curso de este río tuvo oportunidad de rectificar los errores de la cartografía existente hasta ese momento. Igualmente pudo determinar el régimen y la navegabilidad de los afluentes principales del Yaraví, y anotar los accidentes geográficos ignorados hasta entonces.
En una defensa de parte de los nativos de la zona, con flechas envenenadas, el comisario brasileño pierde la vida, y Rouaud y Paz Soldán la pierna derecha.
Luego del restablecimiento de su salud, en el año 1871 fue nombrado Comisario peruano en la Comisión Mixta peruano-brasilera a fin de que continue con el trabajo demarcatorio de las fronteras del Perú en lo que respectaba a Brasil. Ingresó al Amazonas siguiendo su curso desde el Atlántico, navengando aguas arriba, llegando a reconocer la confluencia del Apaporis fijada como límite de la Convención limítrofe del año 1851.
Luego navegó hacia el Caquetá donde fiebres malignas atacaron a los tripulantes de su embarcación, el "Napo", enfermando gravemente. Una hermorragia cerebral se llevó su vida en la ciudad brasilera de Tefé, rindiendo su vida a su entusiasmo científico y al servicio de su país.

## Algunas publicaciones
- manuel Rouaud y Paz-Soldán. 1870. Resumen de las observaciones meteorológicas hechas en Lima durante el año de 1869: Acompañado de dos memorias: 1. Adiciones y correcciones al estudio de la altura de las montañas y 2. Sobre la posición geográfica de Lima...

- -----------------------------------------. 1869. Ensayo de una teoría del magnetismo terrestre en el Perú. Editor J.M. Noriega, 42 pp.

## Árbol genealógico
|  |                                                                   |  |  |  |  |  |  |  |  |  |  |  |  |  |  |  |
|  | 16. Mathieu Rouaud                                                |  |  |  |  |  |  |  |  |  |  |  |  |  |  |  |
|  |                                                                   |  |  |  |  |  |  |  |  |  |  |  |  |  |  |  |
|  |                                                                   |  |  |  |  |  |  |  |  |  |  |  |  |  |  |  |
|  | 8. Mathieu de Rouaud Cannuel, señor de La Villemartin             |  |  |  |  |  |  |  |  |  |  |  |  |  |  |  |
|  |                                                                   |  |  |  |  |  |  |  |  |  |  |  |  |  |  |  |
|  |                                                                   |  |  |  |  |  |  |  |  |  |  |  |  |  |  |  |
|  | 17. Catherine Cannuel                                             |  |  |  |  |  |  |  |  |  |  |  |  |  |  |  |
|  |                                                                   |  |  |  |  |  |  |  |  |  |  |  |  |  |  |  |
|  |                                                                   |  |  |  |  |  |  |  |  |  |  |  |  |  |  |  |
|  | 4. Pascal-Auguste-Modeste Rouaud de La Villemartin                |  |  |  |  |  |  |  |  |  |  |  |  |  |  |  |
|  |                                                                   |  |  |  |  |  |  |  |  |  |  |  |  |  |  |  |
|  |                                                                   |  |  |  |  |  |  |  |  |  |  |  |  |  |  |  |
|  | 18. Claude Gallet Davy, señor de L'Aubinay                        |  |  |  |  |  |  |  |  |  |  |  |  |  |  |  |
|  |                                                                   |  |  |  |  |  |  |  |  |  |  |  |  |  |  |  |
|  |                                                                   |  |  |  |  |  |  |  |  |  |  |  |  |  |  |  |
|  | 9. Bonne Angélique Gallet Rothoux, demoiselle de La Brichardière  |  |  |  |  |  |  |  |  |  |  |  |  |  |  |  |
|  |                                                                   |  |  |  |  |  |  |  |  |  |  |  |  |  |  |  |
|  |                                                                   |  |  |  |  |  |  |  |  |  |  |  |  |  |  |  |
|  | 19. Perrine-Rosalie Rothoux Martin                                |  |  |  |  |  |  |  |  |  |  |  |  |  |  |  |
|  |                                                                   |  |  |  |  |  |  |  |  |  |  |  |  |  |  |  |
|  |                                                                   |  |  |  |  |  |  |  |  |  |  |  |  |  |  |  |
|  | 2. Ange-René-Marie Rouaud Cady de Pradoy                          |  |  |  |  |  |  |  |  |  |  |  |  |  |  |  |
|  |                                                                   |  |  |  |  |  |  |  |  |  |  |  |  |  |  |  |
|  |                                                                   |  |  |  |  |  |  |  |  |  |  |  |  |  |  |  |
|  | 20.                                                               |  |  |  |  |  |  |  |  |  |  |  |  |  |  |  |
|  |                                                                   |  |  |  |  |  |  |  |  |  |  |  |  |  |  |  |
|  |                                                                   |  |  |  |  |  |  |  |  |  |  |  |  |  |  |  |
|  | 10.Charles Cady de Praderoy                                       |  |  |  |  |  |  |  |  |  |  |  |  |  |  |  |
|  |                                                                   |  |  |  |  |  |  |  |  |  |  |  |  |  |  |  |
|  |                                                                   |  |  |  |  |  |  |  |  |  |  |  |  |  |  |  |
|  | 21.                                                               |  |  |  |  |  |  |  |  |  |  |  |  |  |  |  |
|  |                                                                   |  |  |  |  |  |  |  |  |  |  |  |  |  |  |  |
|  |                                                                   |  |  |  |  |  |  |  |  |  |  |  |  |  |  |  |
|  | 5. Bonne Cady de Praderoy de Jacquelot du Boisrouvray             |  |  |  |  |  |  |  |  |  |  |  |  |  |  |  |
|  |                                                                   |  |  |  |  |  |  |  |  |  |  |  |  |  |  |  |
|  |                                                                   |  |  |  |  |  |  |  |  |  |  |  |  |  |  |  |
|  | 22. Jean-François de Jacquelot du Boisrouvray de La Bourdonnaye   |  |  |  |  |  |  |  |  |  |  |  |  |  |  |  |
|  |                                                                   |  |  |  |  |  |  |  |  |  |  |  |  |  |  |  |
|  |                                                                   |  |  |  |  |  |  |  |  |  |  |  |  |  |  |  |
|  | 11. Bonne-Jeanne-Carlotte de Jacquelot du Boisrouvray de Frogeray |  |  |  |  |  |  |  |  |  |  |  |  |  |  |  |
|  |                                                                   |  |  |  |  |  |  |  |  |  |  |  |  |  |  |  |
|  |                                                                   |  |  |  |  |  |  |  |  |  |  |  |  |  |  |  |
|  | 23. Louise Gentil des Hayes                                       |  |  |  |  |  |  |  |  |  |  |  |  |  |  |  |
|  |                                                                   |  |  |  |  |  |  |  |  |  |  |  |  |  |  |  |
|  |                                                                   |  |  |  |  |  |  |  |  |  |  |  |  |  |  |  |
|  | 1. Manuel Rouaud y Paz-Soldán                                     |  |  |  |  |  |  |  |  |  |  |  |  |  |  |  |
|  |                                                                   |  |  |  |  |  |  |  |  |  |  |  |  |  |  |  |
|  |                                                                   |  |  |  |  |  |  |  |  |  |  |  |  |  |  |  |
|  | 24.                                                               |  |  |  |  |  |  |  |  |  |  |  |  |  |  |  |
|  |                                                                   |  |  |  |  |  |  |  |  |  |  |  |  |  |  |  |
|  |                                                                   |  |  |  |  |  |  |  |  |  |  |  |  |  |  |  |
|  | 12. Manuel Antonio de Paz y Castro                                |  |  |  |  |  |  |  |  |  |  |  |  |  |  |  |
|  |                                                                   |  |  |  |  |  |  |  |  |  |  |  |  |  |  |  |
|  |                                                                   |  |  |  |  |  |  |  |  |  |  |  |  |  |  |  |
|  | 25.                                                               |  |  |  |  |  |  |  |  |  |  |  |  |  |  |  |
|  |                                                                   |  |  |  |  |  |  |  |  |  |  |  |  |  |  |  |
|  |                                                                   |  |  |  |  |  |  |  |  |  |  |  |  |  |  |  |
|  | 6. Manuel de Paz y Paz-Soldán                                     |  |  |  |  |  |  |  |  |  |  |  |  |  |  |  |
|  |                                                                   |  |  |  |  |  |  |  |  |  |  |  |  |  |  |  |
|  |                                                                   |  |  |  |  |  |  |  |  |  |  |  |  |  |  |  |
|  | 26. Diego de Paz Soldán                                           |  |  |  |  |  |  |  |  |  |  |  |  |  |  |  |
|  |                                                                   |  |  |  |  |  |  |  |  |  |  |  |  |  |  |  |
|  |                                                                   |  |  |  |  |  |  |  |  |  |  |  |  |  |  |  |
|  | 13. Ana María de Paz-Soldán                                       |  |  |  |  |  |  |  |  |  |  |  |  |  |  |  |
|  |                                                                   |  |  |  |  |  |  |  |  |  |  |  |  |  |  |  |
|  |                                                                   |  |  |  |  |  |  |  |  |  |  |  |  |  |  |  |
|  | 27.                                                               |  |  |  |  |  |  |  |  |  |  |  |  |  |  |  |
|  |                                                                   |  |  |  |  |  |  |  |  |  |  |  |  |  |  |  |
|  |                                                                   |  |  |  |  |  |  |  |  |  |  |  |  |  |  |  |
|  | 3. Josefa Paz-Soldán y Ureta                                      |  |  |  |  |  |  |  |  |  |  |  |  |  |  |  |
|  |                                                                   |  |  |  |  |  |  |  |  |  |  |  |  |  |  |  |
|  |                                                                   |  |  |  |  |  |  |  |  |  |  |  |  |  |  |  |
|  | 28. José de Ureta                                                 |  |  |  |  |  |  |  |  |  |  |  |  |  |  |  |
|  |                                                                   |  |  |  |  |  |  |  |  |  |  |  |  |  |  |  |
|  |                                                                   |  |  |  |  |  |  |  |  |  |  |  |  |  |  |  |
|  | 14. Lucas de Ureta y Peralta                                      |  |  |  |  |  |  |  |  |  |  |  |  |  |  |  |
|  |                                                                   |  |  |  |  |  |  |  |  |  |  |  |  |  |  |  |
|  |                                                                   |  |  |  |  |  |  |  |  |  |  |  |  |  |  |  |
|  | 29.Francisca de Peralta y Rendón                                  |  |  |  |  |  |  |  |  |  |  |  |  |  |  |  |
|  |                                                                   |  |  |  |  |  |  |  |  |  |  |  |  |  |  |  |
|  |                                                                   |  |  |  |  |  |  |  |  |  |  |  |  |  |  |  |
|  | 7. María Gregoria de Ureta y Araníbar                             |  |  |  |  |  |  |  |  |  |  |  |  |  |  |  |
|  |                                                                   |  |  |  |  |  |  |  |  |  |  |  |  |  |  |  |
|  |                                                                   |  |  |  |  |  |  |  |  |  |  |  |  |  |  |  |
|  | 30. Julián de Araníbar y Bracamonte                               |  |  |  |  |  |  |  |  |  |  |  |  |  |  |  |
|  |                                                                   |  |  |  |  |  |  |  |  |  |  |  |  |  |  |  |
|  |                                                                   |  |  |  |  |  |  |  |  |  |  |  |  |  |  |  |
|  | 15. María Francisca de Araníbar y Fernández-Cornejo               |  |  |  |  |  |  |  |  |  |  |  |  |  |  |  |
|  |                                                                   |  |  |  |  |  |  |  |  |  |  |  |  |  |  |  |
|  |                                                                   |  |  |  |  |  |  |  |  |  |  |  |  |  |  |  |
|  | 31. Rosa María Fernández-Cornejo y Escudero                       |  |  |  |  |  |  |  |  |  |  |  |  |  |  |  |
|  |                                                                   |  |  |  |  |  |  |  |  |  |  |  |  |  |  |  |
|  |                                                                   |  |  |  |  |  |  |  |  |  |  |  |  |  |  |  |